# Fredrik Bjerkeengen
Fredrik Bjerkeengen (* 11. November 1988) ist ein ehemaliger norwegischer Skispringer.

## Werdegang
Bjerkeengen begann bereits als Kleinkind mit dem Skispringen. Schnell konnte er dank des Trainings mit seinem Vater, der selbst aktiver Wintersportler war, auf vordere Plätze springen. Im Alter von 16 Jahren startete er erstmals auf nationaler Ebene im Norges Cup und gewann in seiner ersten Saison 2004/05 auf Anhieb das Springen in Voss. In der Gesamtwertung belegte er am Ende Platz fünf. 2005 erreichte er bei den Norwegischen Meisterschaften in Lillehammer Platz 17 von der Normalschanze sowie Platz 39 von der Großschanze. Trotzdem bekam er als Springer des B-Nationalteams eine Möglichkeit, im FIS Cup sowie auch im Skisprung-Continental-Cup zu starten. Im FIS Cup gab er sein Debüt am 17. September 2005 in Predazzo, wo er auf Anhieb auf den 11. Platz sprang. Auch in den folgenden Springen in Vikersund und Kuopio konnte er sich jeweils innerhalb der Punkteränge platzieren und belegte am Ende Platz 56 der Gesamtwertung. Am 11. März 2006 gab er schließlich sein Debüt im Continental Cup. Jedoch verpasste er in beiden Springen in Bischofshofen gute Platzierungen und damit auch Continental-Cup-Punkte.
Bei den Norwegischen Juniorenmeisterschaften 2006 in Steinkjer und Rena erreichte Bjerkeengen den 9. Platz von der Normalschanze und den 8. Platz von der Großschanze. Kurz darauf startete er auch bei den Senioren von der Großschanze in Oslo und wurde am Ende 20. Im September 2006 sprang er erneut für zwei Springen im FIS Cup. In Örnsköldsvik erreichte er dabei die Plätze 19 und 21. Im Norges Cup gewann er in der Saison 2006/07 das Springen in Trondheim und wurde am Ende Elfter der Gesamtwertung. Bei der Junioren-Weltmeisterschaft 2007 in Tarvisio sprang er im Einzel auf den 47. Platz. Zuvor war er mehrfach im Continental Cup ausgeschieden. Bei den kurz darauf stattfindenden Norwegischen Meisterschaften in Molde kam er nach nur mittelmäßigen Sprüngen nicht über den 23. Platz hinaus.
Im Sommer 2007 gelang ihm bei der Norwegischen Sommermeisterschaft der Gewinn der Bronzemedaille. Ab August 2007 versuchte Bjerkeengen sein Glück erneut im Continental Cup und konnte seine Leistungen von Springen zu Springen steigern. Bei zwei Springen im FIS Cup in Heddal im Dezember 2007 verpasste er mit jeweils einem vierten Platz nur knapp das Podium. Zwei kurze Zeit später stattfindende FIS-Springen in Westby gewann er. Bei den Norwegischen Meisterschaften 2008 in Trondheim erreichte er den 21. Platz von der Normalschanze und Platz 26 von der Großschanze. Bei der Junioren-Meisterschaft in Høydalsmo und Meldal erreichte er die Plätze vier und fünf.
Im September 2008 wurde Bjerkeengen endgültig fest in den Continental-Cup-Kader aufgenommen. Auf Anhieb gelangen ihm zum Start der Saison 2008/09 in Lillehammer bei beiden Springen Punktgewinne. Auch in Villach und Falun konnte er Punkte gewinnen. Am Ende belegte er in der Sommer-Gesamtwertung den 46. Platz. Bei der Norwegischen Meisterschaft 2009 in Lillehammer erreichte er Platz 19. Die Saison 2009/10 begann für ihn überraschend gut. Beim Continental-Cup-Springen in seiner Heimat Lillehammer sprang er auf den zweiten Platz und musste sich dabei nur seinem Landsmann Roar Ljøkelsøy geschlagen geben. Nach weiteren eher geringen Punktgewinnen auf nur mittelmäßigen oder hinteren Plätzen belegte er am Ende der Saison nur Platz 133 in der Gesamtwertung.
Zum Start der Saison 2010/11 verpasste Bjerkeengen in allen Springen den zweiten Durchgang und somit auch den Gewinn von Continental-Cup-Punkten. Bei den norwegischen Meisterschaften 2012 in Voss konnte er mit der Mannschaft Opplands erstmals in seiner Karriere den Mannschaftswettbewerb gewinnen. Zum Saisonauftakt 2012/13 qualifizierte er sich im heimischen Lillehammer erstmals für ein Weltcupspringen, schied als 47. aber bereits im ersten Durchgang aus. Am 26. Januar 2013 gelang ihm in Titisee-Neustadt sein erster Sieg im Continental Cup. Eine Woche erzielte er bei den beiden Skifliegen im tschechischen Harrachov als 30. bzw. 24. die ersten Weltcuppunkte seiner Karriere. Er wurde vom norwegischen Trainer Alexander Stöckl daran anschließend jedoch nicht für die Springen der FIS-Team-Tour 2013 nominiert, sondern kehrte in den Continental Cup zurück, wo er schon am 9. Februar im US-amerikanischen Iron Mountain seinen zweiten Sieg in diesem Wettbewerb feiern konnte.
In der Sommersaison 2017 erreichte er erstmals Punkte bei einem Grand-Prix-Springen. Ein Jahr später wurde er in diesem Wettbewerb für die beiden Springen auf den Hakuba-Schanzen in Japan nominiert und erreichte dort mit den Plätzen 17 und zwölf seine bisher besten Ergebnisse auf Topniveau.
Nachdem er den Anschluss an den norwegischen Kader verloren hatte und sich auch gegen die aufstrebenden Talente nicht mehr durchsetzen konnte, beendete Bjerkeengen im März 2020 seine Karriere.
Nach seiner aktiven Laufbahn arbeitete Bjerkeengen im Betreuerstab des norwegischen Herrenteams. Infolge des Anzugsskandals 2025 gab er zu, im Jahr 2021 Manipulationen an den Sprunganzügen von Marius Lindvik und Robert Johansson vorgenommen zu haben.

## Erfolge

### Continental-Cup-Siege im Einzel
| Nr. | Datum           | Ort              | Typ         |
| --- | --------------- | ---------------- | ----------- |
| 1.  | 26. Januar 2013 | Titisee-Neustadt | Großschanze |
| 2.  | 9. Februar 2013 | Iron Mountain    | Großschanze |

## Statistik

### Weltcup-Platzierungen
| Saison  | Platz | Punkte |
| ------- | ----- | ------ |
| 2012/13 | 68.   | 08     |

### Grand-Prix-Platzierungen
| Saison | Platz | Punkte |
| ------ | ----- | ------ |
| 2017   | 76.   | 06     |
| 2018   | 46.   | 36     |

## Privates
Bjerkeengen ist mit der ebenfalls als Skispringerin aktiven Line Jahr liiert. Er lebt mit ihr in Lillehammer.